# Municipio de Walton (Misuri)
El municipio de Walton (en inglés: Walton Township) es un municipio ubicado en el condado de Washington en el estado estadounidense de Misuri. En el año 2010 tenía una población de 893 habitantes y una densidad poblacional de 4,49 personas por km².

## Geografía
El municipio de Walton se encuentra ubicado en las coordenadas 37°54′40″N 90°59′12″O / 37.91111, -90.98667. Según la Oficina del Censo de los Estados Unidos, el municipio tiene una superficie total de 198.77 km², de la cual 197,81 km² corresponden a tierra firme y (0,48 %) 0,96 km² es agua.

## Demografía
Según el censo de 2010, había 893 personas residiendo en el municipio de Walton. La densidad de población era de 4,49 hab./km². De los 893 habitantes, el municipio de Walton estaba compuesto por el 98,66 % blancos, el 0,67 % eran amerindios, el 0,11 % eran de otras razas y el 0,56 % eran de una mezcla de razas. Del total de la población el 0,34 % eran hispanos o latinos de cualquier raza.